# Pasir Julu
Pasir Julu is een bestuurslaag in het regentschap Padang Lawas van de provincie Noord-Sumatra, Indonesië. Pasir Julu telt 1001 inwoners (volkstelling 2010).